# Малък Резен
Малък Резен е връх в планината Витоша. Намира се на височина 2182 м. Може да се покори от х. Алеко за 1 – 1.30 часа, която се намира в североизточното му подножие. До върха стигат въжената линия Романски и седалковият лифт Академика 2. Удобна отправна точка за трите най-високи върхове на Витоша – Черни връх (2290 м), Голям Резен (2277 м) и Скопарник (2226 м).
Заедно с връх Голям Резен образуват двоен връх, известен с името Резньовете. Свързани са чрез седловина, а между тях се спуска стръмен улей, който през зимата е силно лавиноопасен. Любимо място за любителите на екстремните ски и сноуборд.
Връх Малък Резен е каменист и дори при обилен снеговалеж не се покрива изцяло със сняг. Обикновено духа силен вятър.
Връх Rezen Knoll на остров Ливингстън от групата на Южните Шетландски острови e именуван на Витошките Резньове.